# John Montgomery
John Montgomery (ur. 1764 w Carlisle, Pensylwania, zm. 17 lipca 1828 w Baltimore, Maryland) – amerykański polityk i prawnik.
W latach 1807–1811 był przedstawicielem szóstego okręgu wyborczego w stanie Maryland w Izbie Reprezentantów Stanów Zjednoczonych. W latach 1820–1826 pełnił funkcję burmistrza Baltimore.